# NGC 489
NGC 489 este o galaxie spirală, posibil lenticulară, situată în constelația Peștii. A fost descoperită în 22 decembrie 1862 de către Heinrich Louis d'Arrest.